# Bonnie Dunbar
Bonnie Jeanne Dunbar (Sunnyside, 3 de março de 1949) é uma ex-astronauta norte-americana veterana de cinco missões. 
Dunbar participou de cinco missões do ônibus espacial: Em outubro de 1985 esteve no último voo bem sucedido da Challenger, a STS-61-A, que transportou o Spacelab. Em janeiro de 1990, integrou a STS-32, missão de resgate do Long Duration Exposure Facility (LDEF), que estava programado para ser resgatado na missão STS-61-I, mas que foi cancelado em virtude do acidente com a Challenger em 1986. 
Na terceira missão a STS-50, em 1992, foi comandante de carga de outra missão com o Spacelab. Participou também da terceira missão do Programa russo-americano Mir-ônibus espacial, que realizou a primeira acoplagem entre uma destas naves e a estação orbital russa. Por fim, fez parte da tripulação da Endeavour na STS-89, em janeiro de 1998,  que realizou mais uma acoplagem de um orbitador norte-americano na estação espacial russa. Deixou a NASA em setembro de 2005.